# Boulevard du Château (Neuilly-sur-Seine)
Le boulevard du Château est une voie de la commune de Neuilly-sur-Seine dans le département des Hauts-de-Seine, en France.

## Situation et accès

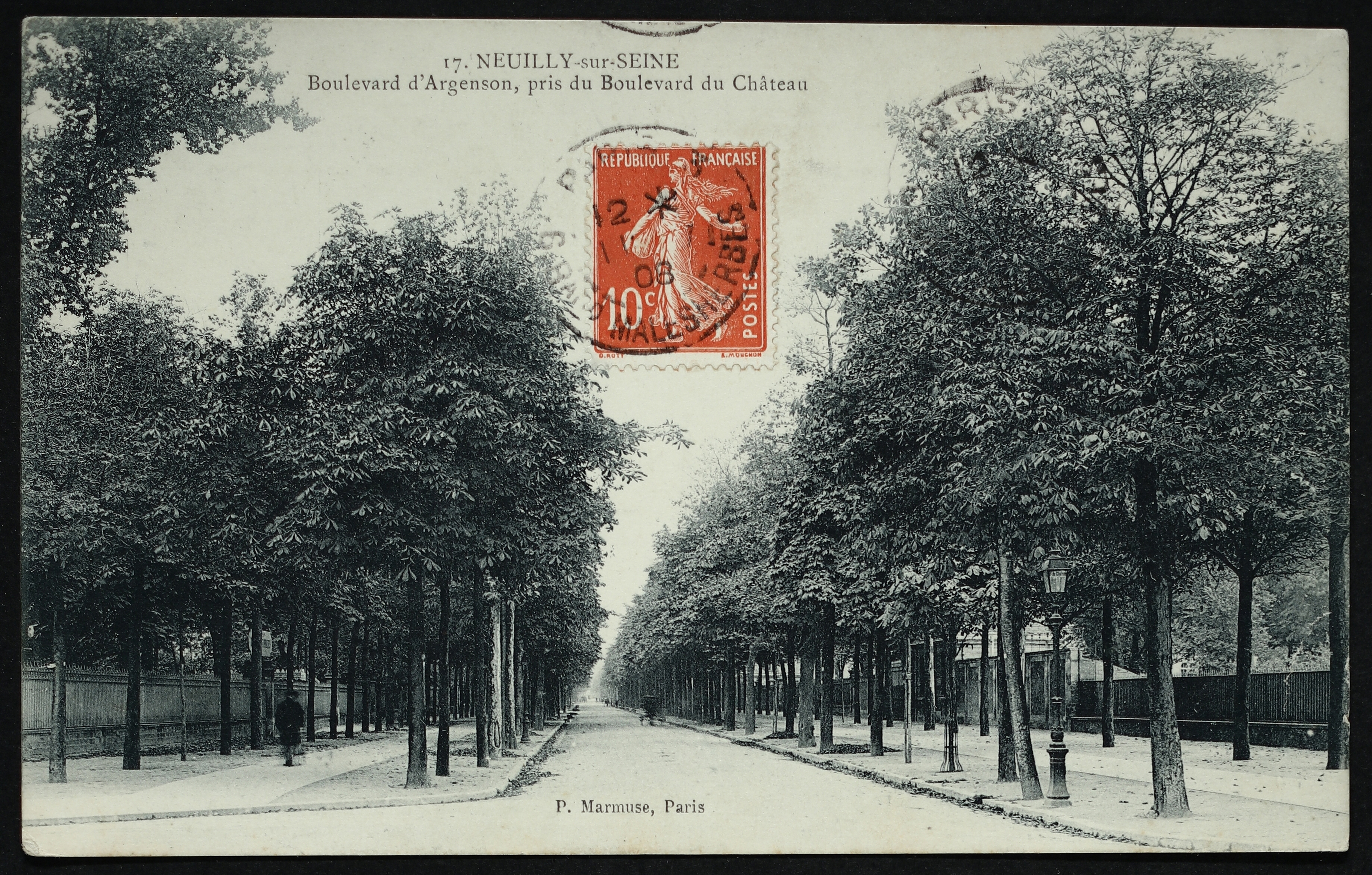
Carte postale - Neuilly-sur-Seine - Boulevard d'Argenson, pris du boulevard du Château.

Il croise notamment la rue Perronet et le boulevard Bineau.
Il se termine au nord-est dans l'axe de la rue Paul-Vaillant-Couturier à Levallois-Perret.

## Origine du nom

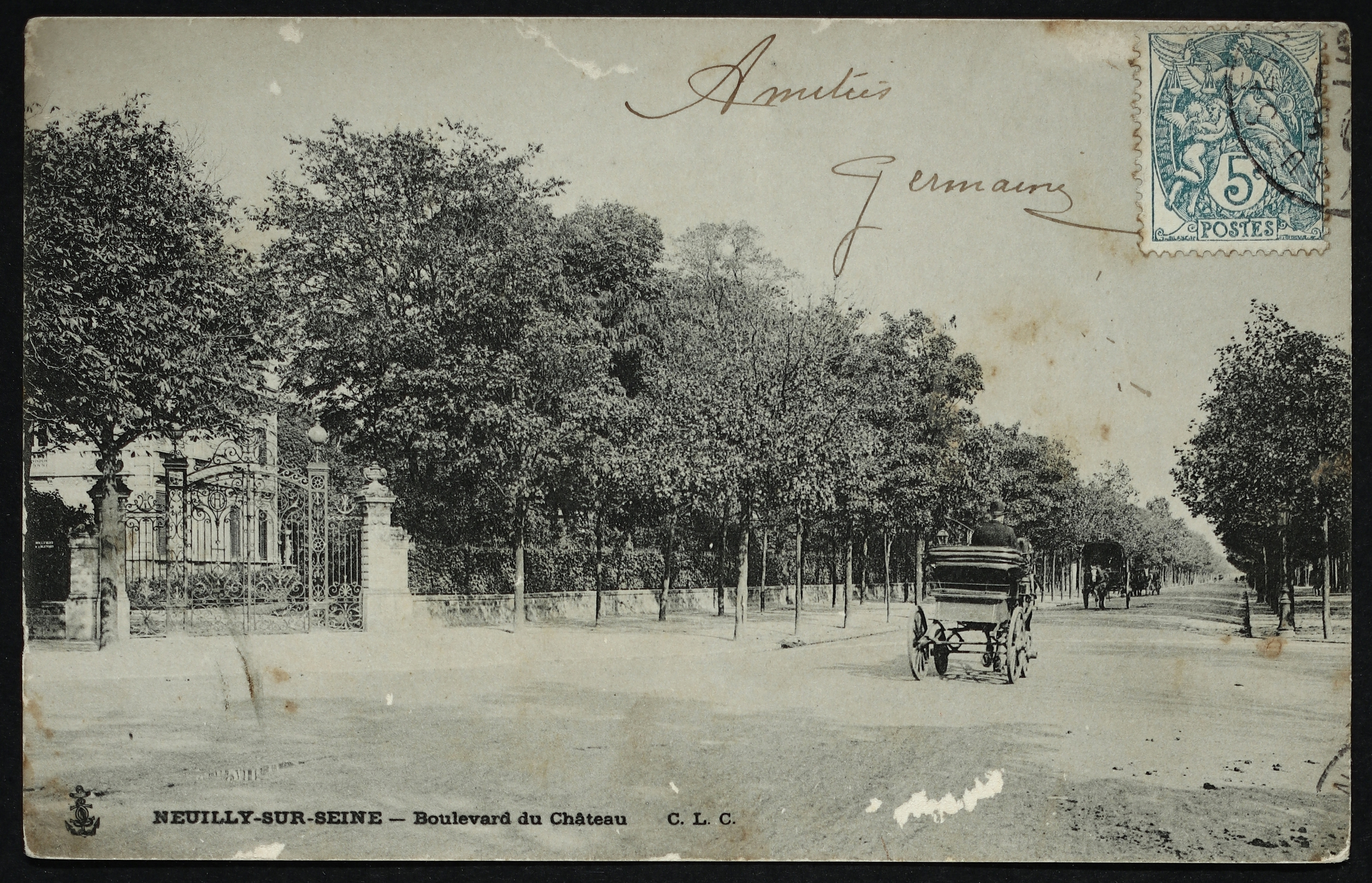
Carte postale - Neuilly-sur-Seine - Boulevard du Château.

Il tire son nom du château de Neuilly, sur le parc duquel la voie a été construite.
Deux autres voies se réfèrent au même édifice : la rue du Château et l'avenue du Château.

## Historique

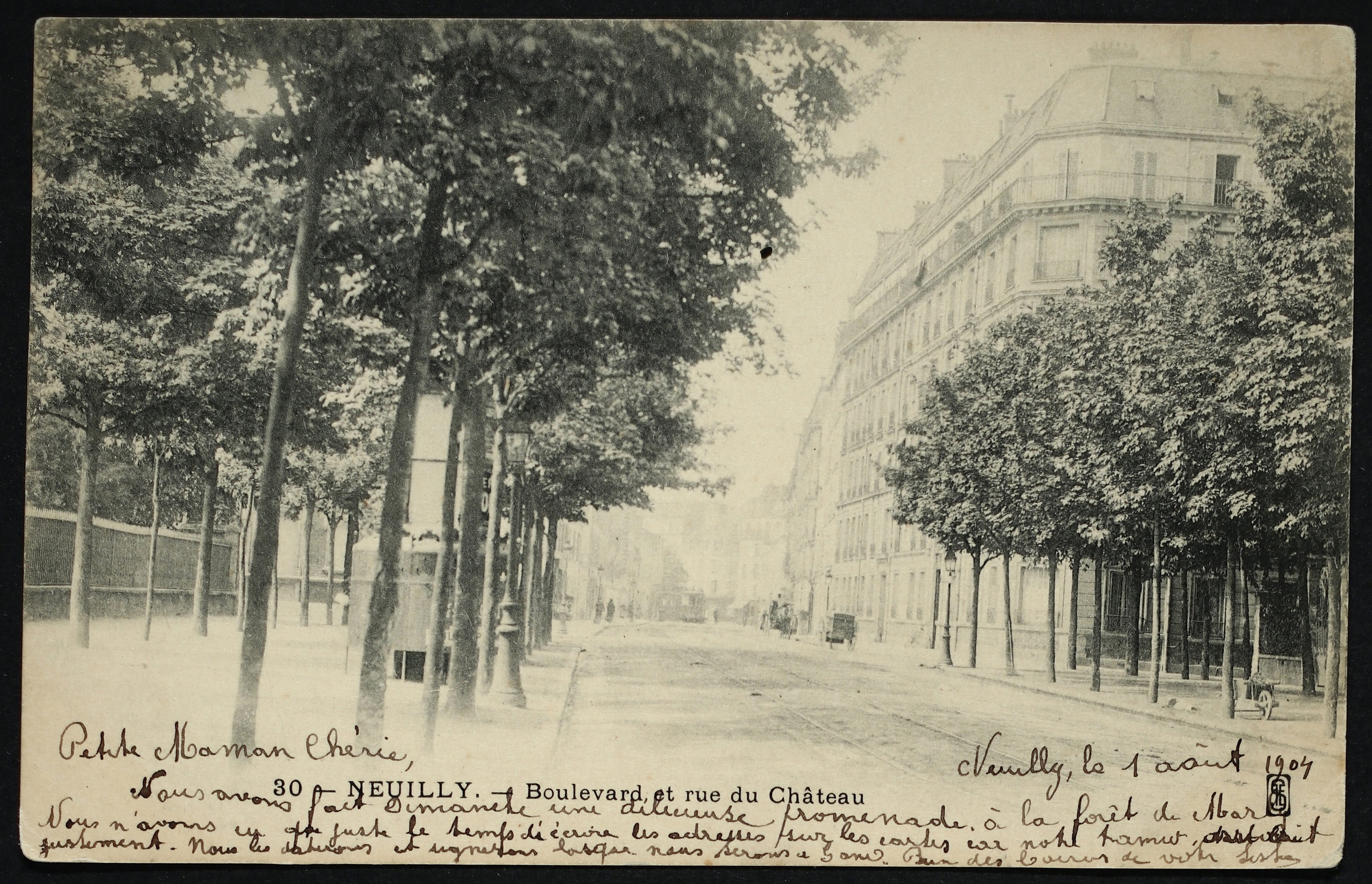
Carte postale - Neuilly-sur-Seine - Boulevard et rue du Château.

Lors de la révolution de 1848, le château est incendié. Confisqué par Napoléon III en 1852, le parc est divisé en 700 lots (« lotissement du Parc »), et sept boulevards y sont créées, dont celui-ci.

## Bâtiments remarquables et lieux de mémoire
- Hôpital américain de Paris[3].
- Hôtel Lambiotte[4].

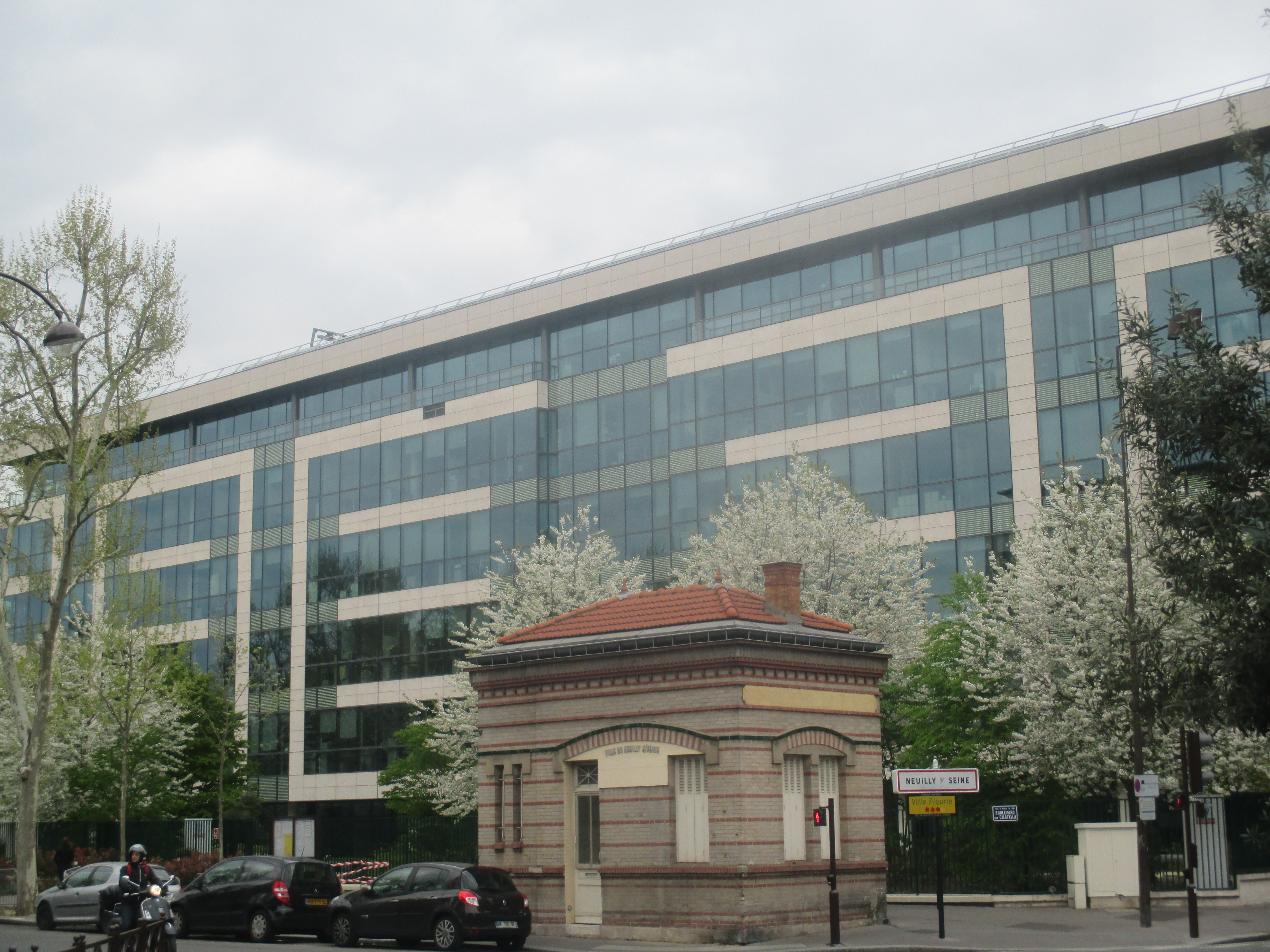
Octroi à l'angle de la rue de Villiers.

- Un bâtiment d'octroi à l'angle de la rue de Villiers.
- À la limite de Levallois-Perret se trouvait l'église Saint-Martin de Villiers-la-Garenne, attestée en 1217[5], d'après l'abbé Lebeuf[6]. Elle fut détruite en 1795[7].